# Impasse des Souhaits
L'impasse des Souhaits est une voie située dans le quartier de Charonne du 20e arrondissement de Paris.

## Situation et accès
L'impasse des Souhaits est desservie à proximité par la ligne 9 à la station Buzenval.

## Origine du nom

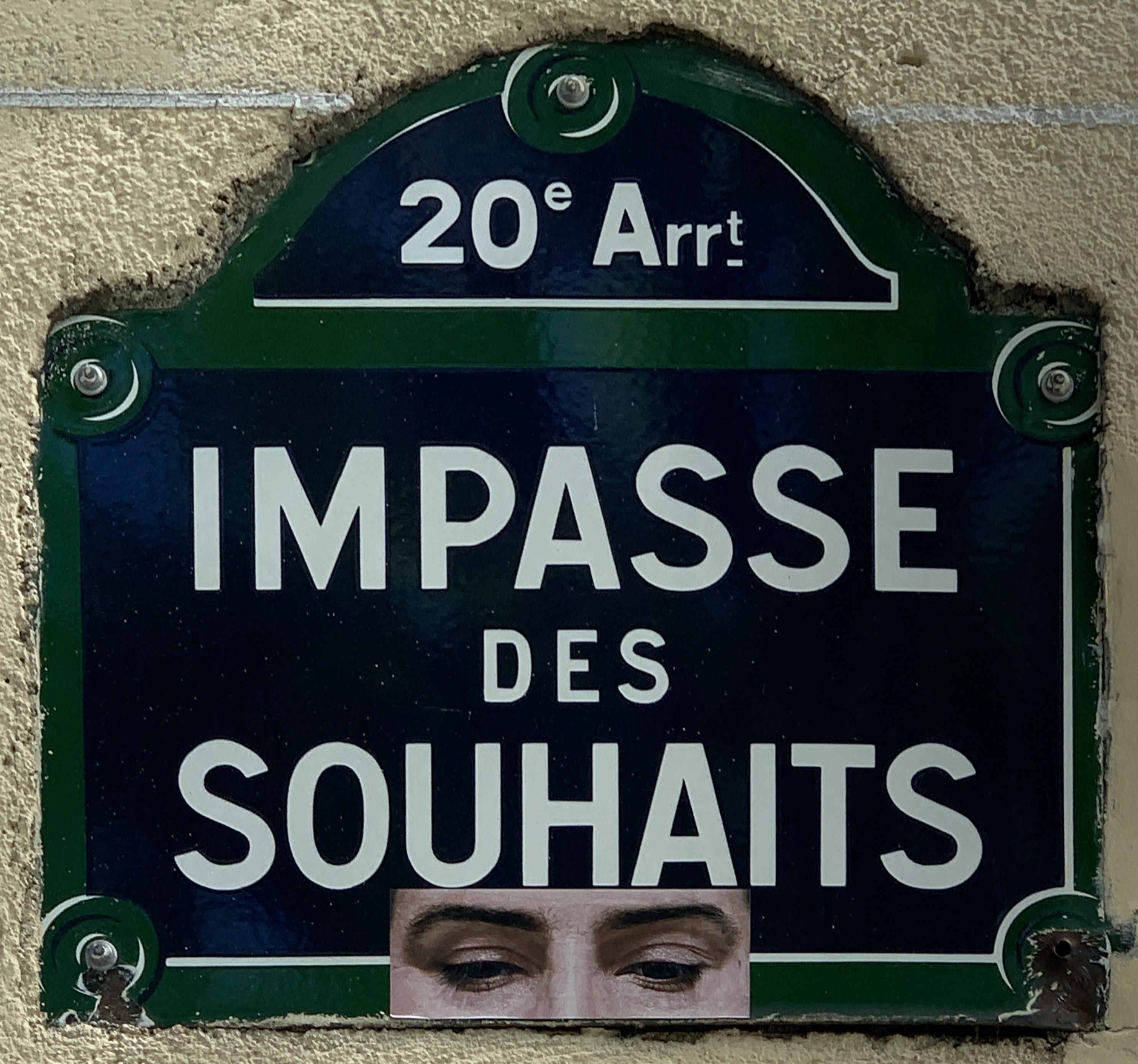
Plaque de l'impasse.

L'origine du nom de cette voie n'est pas connue car elle n'est indiquée dans aucun des ouvrages consultés.

## Historique
Ancienne « impasse de l'Espérance » ouverte vers 1870, elle prend son nom actuel par un arrêté du 1er février 1877.
j'ai un acte de naissance qui mentionne l'impasse de l'espérance en 1862